# Hans Fickelscher

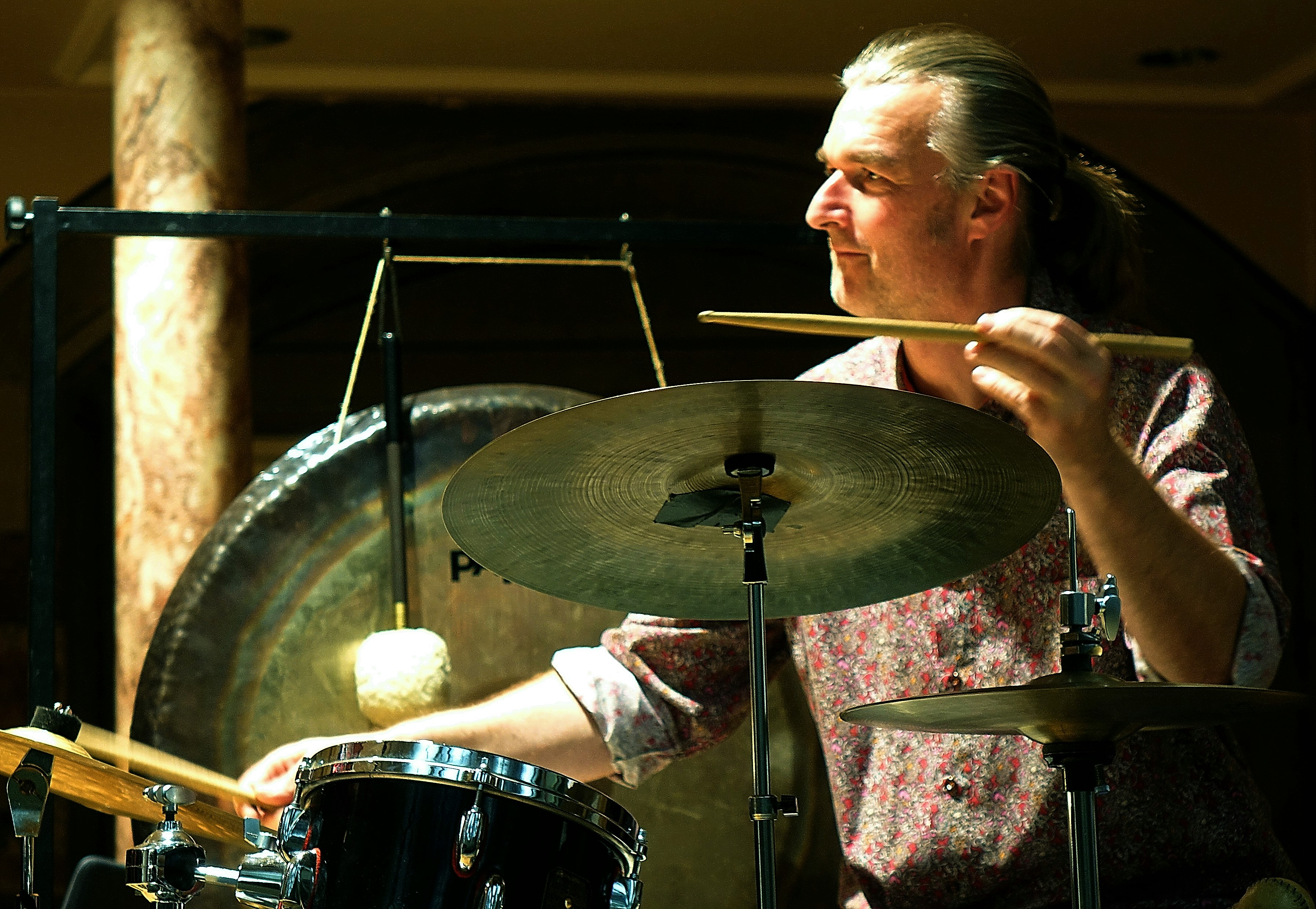
Konzert in Schwäbisch Hall, Fotograf: Hans Kumpf

Hans Fickelscher (* 13. Dezember 1963 in Heidenheim) ist ein deutscher Jazzschlagzeuger, Perkussionist und Komponist.

## Leben und Wirken
Fickelscher lernte zunächst klassisches Klavier und autodidaktisch Schlagzeug. Von 1987 bis 1992 studierte er Jazzschlagzeug an der Musikhochschule Stuttgart bei Pierre Favre, und von 1992 bis 1994 in New York an der Manhattan School of Music mit dem Abschluss Master of Music. Dort hatte er Unterricht bei John Riley. Er studierte Komposition bei Ludmilla Ulehla (Klassik) sowie David Berger und Maria Schneider (Jazz). Darüber hinaus besuchte er Workshops bei Steve Gadd, Peter Erskine, Joe Morello und Portinho. Er gab Konzerte in verschiedenen Jazzclubs, u. a. mit Luis Perdomo.
Seit 1994 lebt Fickelscher im Raum Stuttgart. Er arbeitet stilistisch vielseitig und spielt neben dem Drumset auch vielerlei Perkussionsinstrumente. Er komponiert für verschiedene Besetzungen und Projekte sowie für Theater oder Tanz. Seit 1996 wirkt er im Vorstand der Interessengemeinschaft Jazz e.V. Stuttgart und ist für die künstlerische Leitung des experimentellen Orchesters Jazz@Large in der Region verantwortlich. Künstlerisch wirkte er spartenübergreifend, etwa im Projekt Impuls an den Staatstheatern Stuttgart, dem Solotanz Theater Festival Stuttgart, dem internationalen Menschen Tanzen und Die Tanzkompanie von Grégory Darcy, sowie Lyrik und Prosa mit internationalen Schriftstellern und Poetry Slam & Jazz.
Seine Tätigkeit brachte Fickelscher mit nationalen und internationalen Künstlern zusammen: Jasper van’t Hof, Natassa Mare, Greetje Bijma, John King, Maria Joao, Fred Frith, Luis Perdomo, Olivier Ker Ourio, Jon Johannson, Gee Hye Lee, Adrean Mears, William Lecomte, Kristjan Randalu, Pepeu Gomes, Marianne Racine, Matthias Schriefl, Peter Fulda, Bodek Janke, Axel Schlosser, Herbert Joos, Claus Stötter, Walter Lang, Rolf Römer, Ull Möck, Magnus Mehl, Karoline Höfler, Veit Hübner, Sebastian Studnitzky, Eberhard Budziat.
Fickelscher unterrichtet zudem Schlagzeug, Perkussion und Ensemble an der Musikschule Fellbach und ist dort Fachbereichsleiter für JazzRockPop. Darüber hinaus leitet er die Bigband Groove Inclusion der Volkshochschule Unteres Remstal, mit der er schon in China, Russland und Ungarn spielte.

## Preise und Auszeichnungen
- 1992: Finalist des European Jazz Competition/Leverkusen mit dem Rade Soric Trio
- 1996 Jazz Contest: 1. Preis (10.000 SFR) mit dem Ull Möck Trio bei „Internationale Bodenseekonferenz“ (D/CH/A)
- 2019: Preisträger The Power of the Arts[6] mit “Die Tanzkompanie”

## Diskografie (Auswahl)
- 1997 Pictures of Rhythm feat. Maria Joao, Fred Frith Syro (DML Records, mit Uwe Kuehner, Jogi Nestel, Bernd Settelmeyer)
- 2002 Tribute to Art Blakey (Planet Waves Records, mit Andi Maile, Axel Schlosser, Uli Gutscher, Frank Eberle, Christoph Sprenger)
- 2001 Crazy People Music feat. Sebastian Studnitzky (Sampler IGJazz Stuttgart e.V.)
- 2006 Hans Fickelscher – European Brazil Project[7] (Rodenstein Records)
- 2022 Greetje Bijma/Jasper van’t Hof/Hans Fickelscher Trilogyc Abstract Uncertainty (HGBS Blue Records[8])

Als Sideman:
- 1992 Rade Soric Trio Nahend (Edition Collage)
- 1997 Rade Soric Quartett Mixturiosities (Edition Collage)
- 1998 Ull Möck Trio Drilling (Satin Doll)
- 1999 Ull Möck Trio feat. Claus Stötter Live (Satin Doll)
- 2003 Ull Möck Trio Handling (Satin Doll)
- 2008 New Darktown Jazz Band Happy With Music
- 2010 Tobias Escher Trio Accordeon meets Hammond (HGBS)
- 2016 Werner Lener Trio Melodic Landscapes (BoogieBop Music[9])
- 2017 Stephan Kirsch feat. John King TeamAire (NYC)
- 2018 Trio Blastonal It Is What It Is[10] (Musekater Heiningen, mit Eberhard Budziat, Stephan Kirsch, Magnus Mehl, John King)
- 2019 Martin Keller Quartett Das verrückte Mastodon[11] (HGBS Blue Records, MPS Villingen)